# Campo di concentramento di Niederhagen

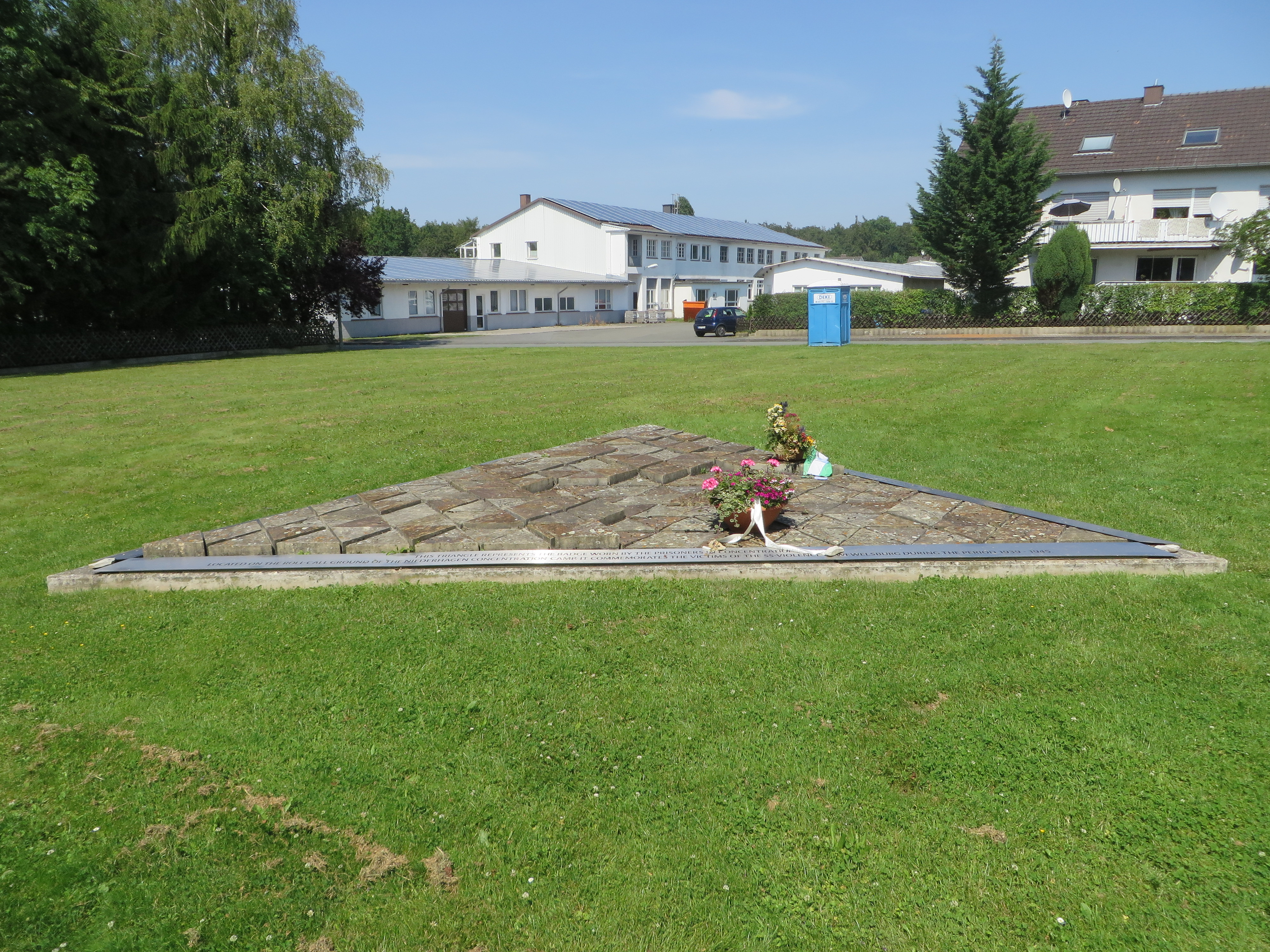
Memoriale sull'ex sito del campo

Il campo di concentramento di Niederhagen fu un campo nazista costruito nella periferia di Büren-Wewelsburg, esistito dal 1941 al 1943 quando fu sciolto.

## Il campo
Dal maggio 1939 sul sito esisteva già un piccolo campo satellite del campo di concentramento di Sachsenhausen, il campo di Wewelsburg. I detenuti furono sfruttati come schiavi per lo sviluppo del castello di Wewelsburg che, secondo i piani di Himmler, doveva essere il "centro del mondo" dopo la "Vittoria finale". I primi 100 prigionieri arrivarono dal campo di concentramento di Sachsenhausen. Dapprima i detenuti furono alloggiati in una tenda ai piedi della collina su cui sorge il castello, poi in capanne sulla collina di fronte al castello di Wewelsburg, il Kuhkampsberg.
Seguì il trasferimento in un campo di nuova costruzione nel sobborgo Niederhagen di Wewelsburg. Nel settembre 1941, quando il campo divenne un campo di concentramento indipendente con il nome di campo di concentramento di Niederhagen, vi furono internati 480 prigionieri. Dal 1941, sempre più prigionieri furono imprigionati nel campo.
I circa 3900 prigionieri includevano Testimoni di Geova, prigionieri politici, Sinti e zingari, Jenisch, omosessuali, ebrei, prigionieri di guerra e lavoratori forzati provenienti dalla Polonia, dall'Unione Sovietica (anche prigionieri di guerra), Cecoslovacchia, Francia, Paesi Bassi e Belgio. Quasi un terzo di loro non sopravvisse alla prigionia: si accertarono le morti di 1285 prigionieri per fame, freddo, malattie e le conseguenze dei maltrattamenti subiti. 
Nel 1942 fu costruito un crematorio appositamente per il campo. La Gestapo utilizzò il campo anche come luogo per le esecuzioni. 56 persone, comprese donne e bambini, furono giustiziate per ordine di Heinrich Himmler. Nel periodo dal 1º settembre 1941 al 1º maggio 1943, il campo divenne un campo di concentramento indipendente. Prima fu un campo satellite prima di Sachsenhausen e poi del campo di concentramento di Buchenwald. Dal 1943, solo 50 persone furono imprigionate a Niederhagen. Alla fine furono liberati dall'esercito americano il 2 aprile 1945.

### Comandanti del campo
Durante il periodo come campo di lavoro i seguenti ufficiali delle SS prestarono servizio come Lagerführer:
- Wolfgang Plaul: ufficiale delle SS;
- SS-Hauptsturmführer Adolf Haas, luglio 1941 - settembre 1941: prestò servizio come comandante del campo di concentramento indipendente di Niederhagen dal settembre 1941 al 1943, quando il campo fu sciolto e fu trasferito a Bergen-Belsen.

## Eredità
Del campo è rimasto molto poco. Oggi, l'ex cucina del campo ospita la caserma dei vigili del fuoco volontari del posto e alcuni appartamenti, il corpo di guardia è ora una casa bifamiliare, mentre il resto del campo è diventata una zona residenziale.